# Kosmita

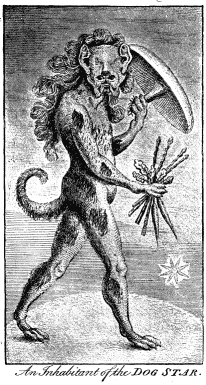
Wyobrażenie kosmity z 1793 roku. Ilustracja z książki Przygody barona Münchhausena, przedstawiająca istotę z Syriusza

Kosmita, obcy – hipotetyczny przedstawiciel inteligentnej formy życia pozaziemskiego.

## Termin
Pojęcie kosmity i problematyki obcych pojawiło się już w Prawdziwej historii Lukiana z Samosat i w Opowieści o zbieraczu bambusu, a następnie spopularyzowane zostało w literaturze science fiction.

## Nauka
Nie ma w chwili obecnej wiarygodnych danych naukowych o istnieniu inteligentnych istot pozaziemskich, choć wielu naukowców zajmujących się astronomią, astrobiologią i filozofią jest zdania, iż choćby z przyczyn statystycznych gdzieś we Wszechświecie musi istnieć życie, w tym życie świadome. Sprzeczność między brakiem oczywistych dowodów na istnienie kosmitów a koniecznością ich istnienia wynikającą z powszechnie akceptowanych teorii naukowych określa się jako paradoks Fermiego.
Temat ten pojawia się też wśród filozofów. W lutym 2011 roku 17 artykułów w Philosophical Transactions of the Royal Society omawiało tę kwestię. Michael Shermer przypuszcza na łamach Świata Nauki, że cywilizacja tak rozwinięta, by nawiązać kontakt, będzie też nastawiona pokojowo, uzasadniając, że ludzkość wraz z rozwojem cywilizacji staje się bardziej pokojowa.

## Teorie paranaukowe
Popularność uzyskała m.in. teoria Ericha von Dänikena, według której kosmici odwiedzali Ziemię już w czasach prehistorycznych. Paranauka zajmująca się tym zagadnieniem to paleoastronautyka. 
Istnieją również teorie spiskowe przypisujące im ukryty wpływ na wydarzenia obecne.

### Uprowadzenia ludzi przez kosmitów
Niektórzy ludzie uważają, że widzieli ich przylatujących w statkach kosmicznych (UFO) lub innego typu obiektach i byli przez nich „wzięci” celem badań i eksperymentów bądź zaginęli.
Według Susan Blackmore wspomnienia tego typu mogą pojawiać się np. podczas snu w wyniku zaburzeń zegara biologicznego. Tego typu wspomnienia zbliżone są do efektu tzw. śmierci klinicznej, gdy po traumatycznych wydarzeniach jednostkom wydaje się, iż spotkały się z bóstwem czy Bogiem (w zależności od przynależności do kręgu kulturowego i wyznawanej wiary). W obu przypadkach doznania są na tyle silne, że tego typu osoby są silnie przekonane o realności tego typu wydarzeń.

## Kosmici w kulturze
Kosmici są częstym motywem dzieł fantastycznonaukowych. Do powieści poruszających tę tematykę należą m.in. Solaris, Ostatni i pierwsi ludzie, Dzienniki gwiazdowe, Wojna światów. Wśród filmów wymienić można serię Obcy, Avatara, Mojego własnego wroga, Predatora, Gwiezdne wrota, Gwiezdne Wojny. Kosmici byli pokazywani jako przyjaciele w E.T., wrogowie w Dniu niepodległości, American Horror Story: Podwójnym seansie, Wybrańcach obcych, a także jako ofiary w Dystrykcie 9. Inne popularne media o tej tematyce to m.in. seria gier komputerowych Mass Effect, serial Star Trek, komiks Valerian, manga i anime Dragon Ball.